# William Talman (arkitekt)

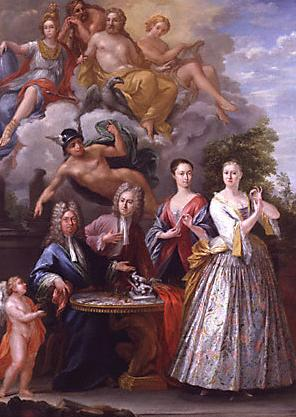
William Talman (till vänster), tillsammans med (vänster till höger) sonen John Talman, dottern Frances Cokayne och hustrun Hannah Talman.

William Talman, född 1650, död 1719, var en engelsk arkitekt och landskapsarkitekt.
Han var elev till Sir Christopher Wren, och Talmans viktigaste verk är Chatsworth House, som anses vara det första privata barockhuset i Storbritannien. 
Talman hade rykte om sig att vara en sur och oförskämd man, svår att ha att göra med, vilket särskilt earlen av Carlisle ansåg, vilke var skälet att John Vanbrugh och inte Talman utsågs till arkitekt till Storbritanniens främsta barockhus Castle Howard.